# Jezusov vnebohod
Jezusov vnebohod (starogrško ἡ Ἀνάληψις τοῦ Κυρίου, latinizirano: Análēpsis tou kyríou, dob. 'sprejem Gospoda'; latinsko Ascensio Domini, dob. 'vzpon Gospodov' ali ascensio Iesu, 'vzpon Jezusa') v krščanstvu označuje vrnitev Jezusa Kristusa kot Božjega Sina k svojemu nebeškemu Očetu. V krščanskem nauku je Kristus fizično odšel z Zemlje, ko se je dvignil v nebesa, v prisotnosti enajstih svojih apostolov. Po pripovedi iz Nove zaveze se je vnebohod zgodil 40 dni po vstajenju, po veliki noči ali 39 dni po velikonočni nedelji. Zato praznik vedno pade na četrtek. V liturgiji in običajih Rimskokatoliške cerkve je čas pred praznikom vnebohoda povezan z molitvenimi dnevi, marsikje tudi z molitvenimi procesijami.
V krščanski tradiciji, ki se odraža v glavnih krščanskih veroizpovedih in izpovedovalnih izjavah, je Bog povzdignil Jezusa po njegovi smrti, ga obudil od mrtvih in odpeljal v nebesa, kjer je Jezus zasedel mesto na desni strani Boga.
Jezusov vnebohod je v Svetem pismu opisan v Markovem evangeliju (Mr 16, 19-20), Lukovem evangeliju (Lk 24,50-53), in v Apostolskih delih Apd 1,1–11 : 
»Peljal jih je ven proti Betaniji. Povzdignil je roke in jih blagoslovil.
Medtem ko jih je blagoslavljal, se je odmaknil od njih in se vzdignil v nebo.
Oni pa so se mu poklonili in se v velikem veselju vrnili v Jeruzalem.
Bili so ves čas v templju in so slavili Boga.«
Praznik vnebohoda se praznuje na 40. dan velike noči, vedno četrtek; pravoslavna tradicija ima do enega meseca drugačen koledar kot v zahodni tradiciji, medtem, ko anglikansko občestvo še naprej praznuje praznik, številne protestantske cerkve so oprostitev opustile.

## Ikonografija
V zgodnjekrščanskem katakombnem slikarstvu motiva Vnebohoda ni najti. Najdemo ga od 4. stoletja naprej. Razvija se v različnih oblikah:
- Kristus gre v nebesa in ga sprejme božja roka.
- Od 6. stoletja dalje je Kristus obdan z mandorlo - tudi na upodobitvah vnebohoda -, ki jo navadno štirje angeli dvignejo navzgor.
- Okoli leta 1000 se pojavi vrsta izginjajočega Kristusa. Pogosto ostanejo vidne samo noge ali stopala, vključno z odtisom, od 14. stoletja so vidni samo odtisi.

V katoliški ikonografiji baročnega obdobja se motiv Kristusovega vnebohoda nekoliko umika v prid Marijinemu vnebovzetju in poveličevanju drugih priljubljenih svetnikov.

## Olivet in kapela vnebohoda
Tradicionalno mesto vnebohoda je Oljska gora, na kateri je ležala vas Betanija (danes al-Eizariya). Pred spreobrnitvijo Konstantina I., leta 312, so zgodnji kristjani počastili Kristusov vnebohod v jami na gori, do leta 384 pa so vnebohod častili na sedanjem mestu, navkreber od jame.
Okoli leta 390 je bogata Rimljanka, imenovana Poimenia, financirala gradnjo prvotne cerkve, imenovane Eleona Basilica (elaion v grščini pomeni 'oljčni vrt', iz elaia - 'oljčno drevo') in ima pogosto omenjeno podobnost z eleos, kar pomeni 'usmiljenje'). To cerkev so Sasanidski Perzijci uničili leta 614. Križarji so jo pozneje pozidali, uničili in ponovno zgradili. To zadnjo cerkev so muslimani kasneje uničili, tako da je ostala le še 12 × 12 metrov velika osmerokotna stavba (imenovana martirij - 'spomin' - ali Edicula), ki je ostala do danes. Mesto sta na koncu leta 1198 kupila dva Saladinova poslanika in od takrat ostaja v posesti islamskega vakufa v Jeruzalemu. Ruska pravoslavna Cerkev vzdržuje tudi samostan Vnebohoda na vrhu Oljske gore.

## V krščanski umetnosti
Vnebohod je bil pogosta tema krščanske umetnosti. Do 6. stoletja je bila vzpostavljena ikonografija vnebovzetja, do 9. stoletja pa so bili prizori vnebovzetja upodobljeni na kupolah cerkva. Med najzgodnejšimi upodobitvami Vnebohoda je tisti v Rabbulovem evangelijariju (ok. 586). Številni prizori vnebohoda imajo dva dela, zgornji (nebeški) in spodnji (zemeljski) del. Vzhajajoči Kristus lahko nosi zastavo vstajenja ali z blagom označuje blagoslov. Kristusova blagoslavljajoči gib z desnico je usmerjen proti zemeljski skupini pod njim in pomeni, da blagoslavlja celotno Cerkev. V levi roki morda drži evangelij ali zvitek, ki pomeni poučevanje in pridiganje.
Vzhodno pravoslavni prikaz vnebohoda je glavna prispodoba mistične narave Cerkve.  Na mnogih vzhodnih ikonah je Devica Marija postavljena v središče prizora v zemeljskem delu upodobitve, z dvignjenimi rokami proti Nebesom, ki jo pogosto spremljajo različni apostoli. Upodobitev zemeljske skupine se ujema z vzhodno liturgijo na praznik vnebohoda: »Pridite, vstanimo in obrnite oči in misli visoko ...«

## V glasbi
Johann Sebastian Bach: Oratorij Lobet Gott in seinen Reichen ('Hvalite Boga v njegovem kraljestvu' ali tako imenovani Himmelfahrtsoratorium), BWV 11
Carl Philipp Emanuel Bach: Oratorij  Die Auferstehung und Himmelfahrt Jesu (Jezusovo vstajenje in vnebohod), Wq 240 (H 777)

### Galerija
- Rabbula evangeliarij, 6. st.
- Iz rokopisa Zakramentarij Drogo, okoli 850
- Andrej Rubljov, 1408
- Pietro Perugino, 1496–1500
- Vnebohod, Dosso Dossi, 16. st.
- Benvenuto Tisi, 1520
- Rokopis armenskega evangelija, 1609
- Rembrandt, 1636
- Makedonska ikona, Bitola, Severna Makedonija, 19. st.
- Bazilika Rožnega venca, Lurd, 19. st.